# Vězeňský vůz
Vězeňský vůz je speciální vozidlo určené pro převoz vězňů. V dnešní době se k tomuto účelu používají především autobusy. Oproti běžnému autobusu mají zpravidla jejich karosérie méně oken, která bývají menší či mají mříž. Důvodem těchto opatření je zabránění úniku trestaných osob. Vozů se  nejčastěji využívá k převozům vězňů mezi věznicemi či z věznice k soudu, nemocnice, pracoviště mimo věznici.

## Historie

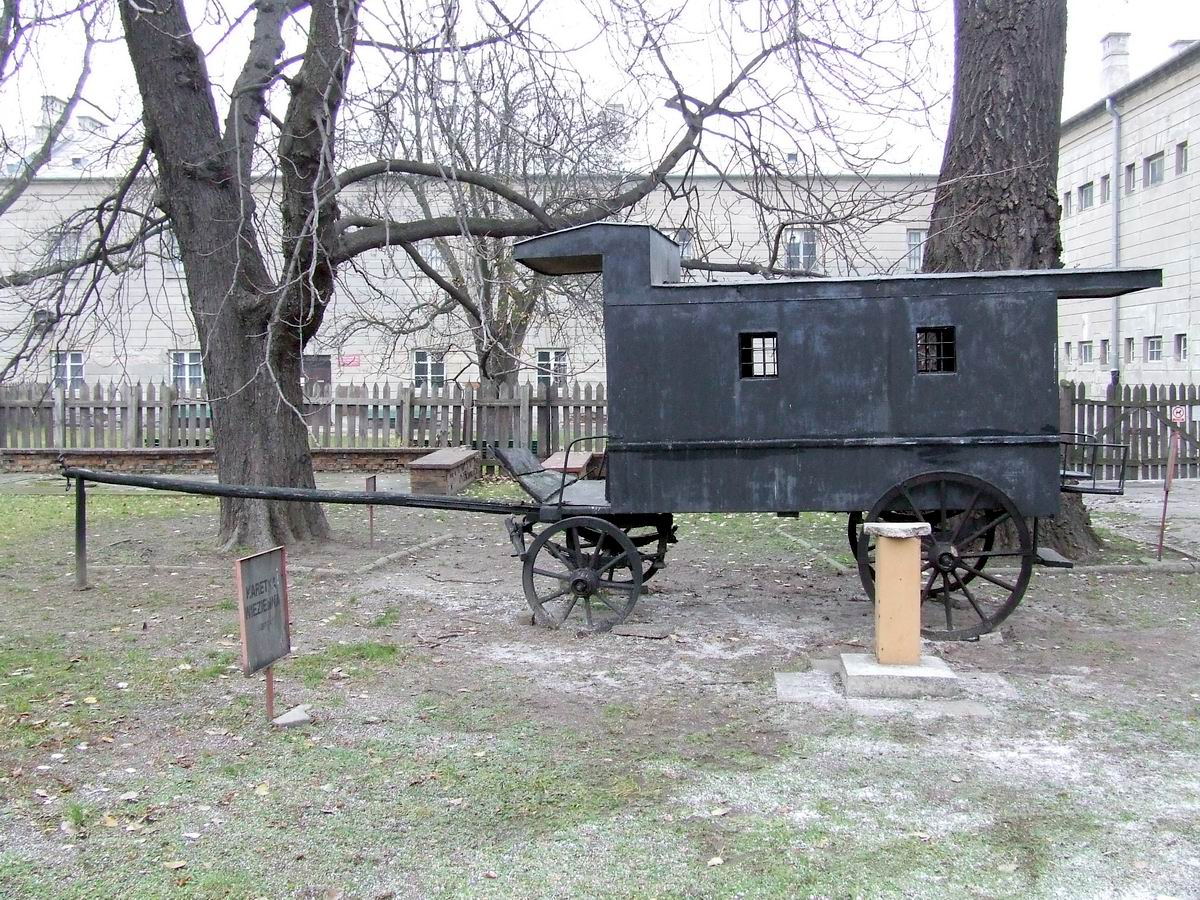
Ruská kibitka

V dobách, kdy neexistovala auta, se k převozu vězňů používaly kočáry tažené koňmi. V carském Rusku se nazývaly kibitky a obvykle byly ze dřeva nebo celokovové a v černé barvě. Některé měly také tvar plechové krabice bez oken nebo s malými okny. V SSSR se v době stalinismu používala pro přepravu zatčených upravená vězeňská sanitka zvaná Čornyj voron.
Pozdější autobusy pro vězně měly podobnou stavbu jako běžné dobové autobusy, ale už od prvních kusů se vězeňské autobusy lišily minimem, často zamřížovanými okny nebo žádnými okny a často tmavou barvou (tmavé nemusely být vždy). V prvních vězeňských autobusech, nebo spíše automobilech byly obvykle ke stěnám přidělané lavice a vcházelo se zadními dveřmi. V SSSR vyjma prvních kusů, měly avtozaki podobnou stavbu a tvar jako mají dnes.[zdroj?]

## V Česku

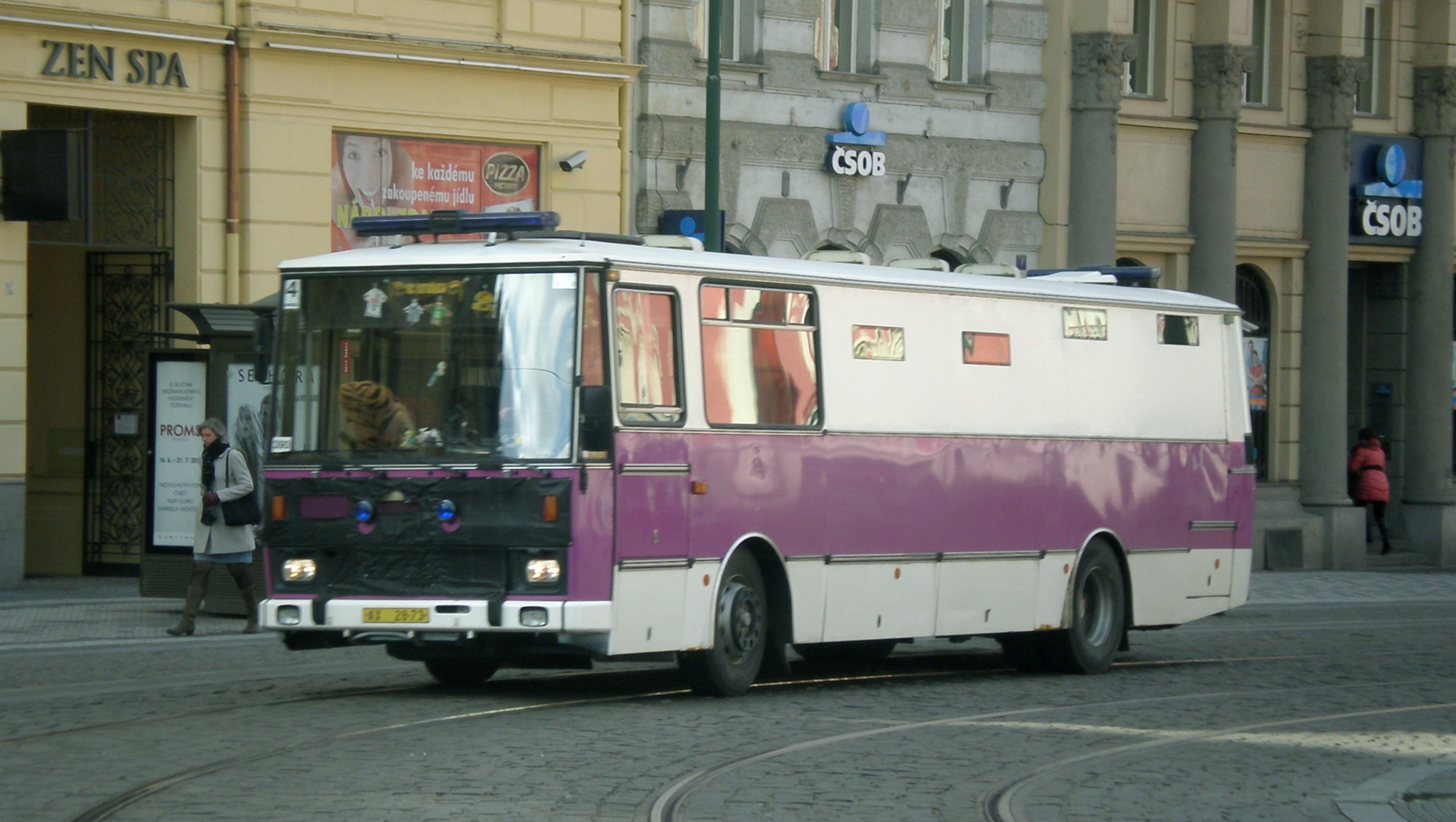
Karosa C 734, český vězeňský autobus má po straně typický fialový pruh

Autobusy Vězeňské služby České republiky jsou obvykle bez oken nebo jen s malými okénky, která jsou dostatečně vysoko, aby vězni neviděli ven. Dříve byly některé vězeňské autobusy jak nátěrem, tak i vnitřkem k nerozeznání od ostatních běžných autobusů, jen měly zamřížovaná a tmavá okna. Typické dnešní vězeňské autobusy se začaly vyrábět teprve v letech 1992–1999. Autobus nebo dodávka je vždy rozdělen na přední část pro dozorce, ve které jsou některá sedadla ve směru a pak několik sedadel proti směru jízdy, aby bylo snadné sledovat vězně. Zadní část pro vězně má oplechované zdi. Sedačky v úseku pro vězně nebývají polstrované, jsou plastové a šedé. Obě části jsou rozděleny mřížemi, které mají uprostřed posuvné dveře. Úplně vzadu v autobusu jsou dvě jednomístné klece pro nejnebezpečnější vězně. To, že je vnitřek autobusu oplechovaný, způsobuje, že v létě je v něm velké vedro, v zimě se naopak v autobusu těžce udrží teplo. V menších vězeňských dodávkách samostatné klece nejsou. Část autobusu (vyjma dodávek) pro vězně má většinou oplechované zdi. Vězeňská dodávka se používá i k přepravě jednotlivých, velmi nebezpečných vězňů. Existuje i sanitka v barvách vězeňské služby, určená pro převoz nemocných nebo zraněných vězňů.[zdroj?]
Nejvíce se používaly autobusy Karosa (C 734, C 935, C 954, C 956), dále Volkswagen Crafter a LT 46. Od roku 2013 se používají vozy Iveco Crossway. Vozy obvykle parkují v areálech věznic, jediná možnost jak je zahlédnout je každé pracovní úterý a čtvrtek, kdy rozváží vězně z Jiřic.

## V zahraničí

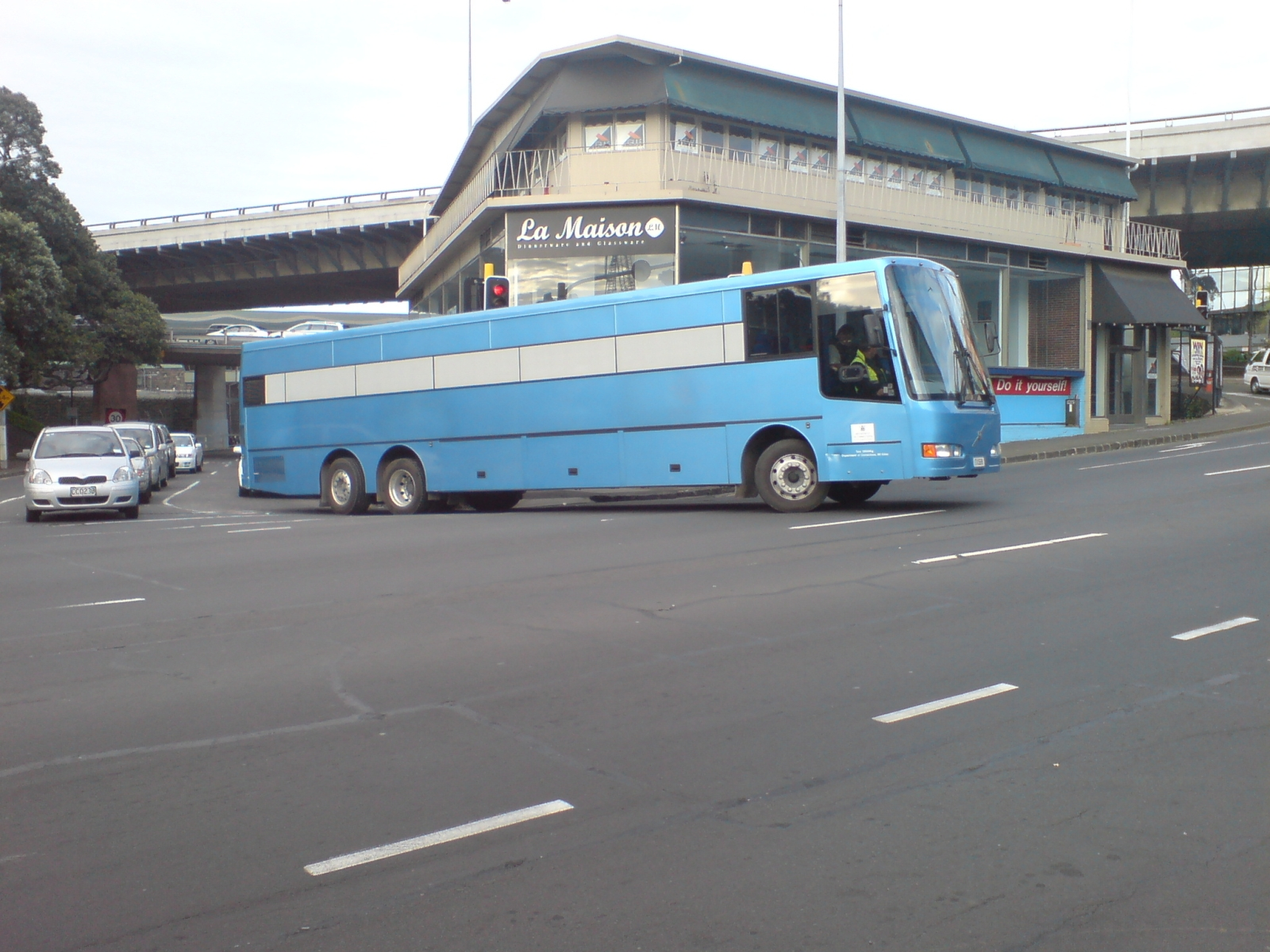
Novozélandský vězeňský autobus

V Rusku a na Ukrajině se používají Avtozaki, terénní dodávky nebo kamiony, které mají odjakživa typický tvar krabice. Uvnitř jsou buď rozděleny na jednotlivé klece, které jsou naskládány v bocích vozidla a mezi nimi je jeden průchod, a nebo jsou podél boku dvě lavice, mohou být i kombinové, kdy je v jedna část s klecemi a další s lavicemi. Avtozaki mají různý nátěr a některé se stěží dají odlišit od nákladního auta. V jiných zemích se používají typické dálkové autobusy, celkově se však používají velmi různé typy autobusů, společné mají ale to, že okna jsou malá, vysoko nad hlavou vězňů a nebo pokud mají normální okna, tak jsou kompletně zamřížovaná a vždy je rozdělen prostor pro vězně a dozorce. Dřív se využíval i Vagonzak.